# 京丹後市立湊小学校
京丹後市立湊小学校（きょうたんごしりつ みなとしょうがっこう）は、かつて京都府京丹後市久美浜町湊宮にあった公立小学校。2013年度（平成25年度）末をもって閉校した。
公立学校に進学する場合の進学先は京丹後市立久美浜中学校だった。校内にはゴマノハグサ科のトウテイランが群生していた。

## 歴史
児童数の減少にともなって複式学級を導入していた。2012年（平成24年）4月1日時点の児童数は55名だった。
2007年（平成19年）7月に京丹後市で学校再配置計画の検討が開始され。2013年度（平成25年度）末に湊小学校・京丹後市立神野小学校・京丹後市立田村小学校が統合されて京丹後市立かぶと山小学校が開校した。

## 年表
- 1875年（明治8年） - 宝泉寺を仮校舎として湊学校が開校[2]。
- 1889年（明治22年）- 町村制実施に伴う熊野郡湊村誕生に伴い、湊尋常小学校と改称[2]。
- 1897年（明治30年）- 湊宮小字下所に校舎新築[2]。
- 1901年（明治34年）- 蒲井分教場新築[2]。
- 1921年（大正10年） - 実業補習学校併設[2]。
- 1927年（昭和2年） - 丹後大震災に伴い10日間休業[2]。
- 1941年（昭和16年） - 国民学校令により、湊国民学校と改称[2]。
- 1947年（昭和22年） - 学制改革により湊村立湊小学校と改称[2]。
- 1955年（昭和30年） - 町村合併で久美浜町が発足したことで久美浜町立湊小学校と改称[2]。
- 1984年（昭和59年） - 蒲井分校廃校[2]。
- 1994年（平成6年） - 文部省よりへきち教育研究指定を受ける[2]。
- 2004年（平成16年） - 平成の大合併で京丹後市が発足したことで京丹後市立湊小学校と改称[2]。
- 2014年（平成26年）3月 - 閉校[2]。

## 地理
久美浜湾と日本海を隔てる小天橋と呼ばれる砂州上に湊宮集落（旧・熊野郡湊村）が位置している。湊小学校の周囲には、京丹後市久美浜ぎょそんセンター、京都府漁業協同組合湊支所、湊宮区民館、久美浜湊宮郵便局、蛭児神社、早尾神社、宝泉寺、海隣寺などがある。